# Юный гитлеровец Квекс
«Юный гитлеровец Квекс» (нем. Hitlerjunge Quex, подзаголовок: «Фильм о жертвенном духе немецкой молодёжи» (нем. Ein Film vom Opfergeist der deutschen Jugend)) — один из первых пропагандистских художественных фильмов Третьего рейха, поставленный режиссёром Хансом Штайнхофом по роману Карла Алоиса Шенцингера.
Премьера фильма, в основу которого положена история Герберта Норкуса, состоялась 11 сентября 1933 года. В фильме впервые прозвучал гимн гитлерюгенда, слова которого сочинил Бальдур фон Ширах. Главную роль Хайни Фёлькера исполнил Юрген Ольсен.
После Второй мировой войны фильм был запрещён. Показ в Германии возможен только с разрешения Фонда Фридриха Вильгельма Мурнау в учебно-просветительских целях с обязательным вступительным словом киноведа или историка.

## Сюжет
Действие фильма происходит до 1933 года, то есть до прихода Адольфа Гитлера к власти. В Германии идёт напряжённая политическая борьба между коммунистами и национал-социалистами. Хайни Фёлькер, подросток, работает учеником в типографии. Его отец — безработный коммунист, злоупотребляющий алкоголем, тиранит жену и хочет записать своего сына в коммунистическую партию. Но сам Хайни симпатизирует гитлерюгенду и даже пытается помогать его членам в борьбе против врагов: именно благодаря ему предотвращена готовившаяся диверсия. Между отцом и сыном возникает конфликт. Не видя выхода из сложившейся ситуации, фрау Фёлькер в отчаянии решается на непоправимое…
…Хайни очнулся на больничной койке: ночью, пока он спал дома, его мать открыла газовую конфорку и погибла, а сам он получил тяжёлое отравление. Отсутствовавший тогда дома отец приходит навестить сына в больнице. Туда же с той же целью приходит молодой командир гитлерюгенда — баннфюрер Касс. Диалог с ним заставляет герра Фёлькера пересмотреть свои коммунистические убеждения.
Хайни после выздоровления вступает в гитлерюгенд. Там за быстроту исполнения поручений он получает прозвище «Квекс» (сокращение от «Quecksilber», что означает «ртуть», буквально «быстрое серебро» — то есть жидкий металл, который течёт быстрее, чем вода).
Коммунисты безуспешно пытаются переманить Хайни на свою сторону.
Вскоре предстоят очередные выборы в рейхстаг. С целью получить преимущество в предвыборной агитации коммунисты бросают в реку тираж национал-социалистических листовок. Ночью Хайни отпечатывает их заново и затем сам участвует в распространении листовок. Коммунисты не могут ему этого простить, выслеживают и убивают его. Умирая на руках своих товарищей, он произносит слова из гимна гитлерюгенда: «Да, знамя (значит) больше, чем смерть».

## В ролях
- Юрген Ольсен — Хайни Фёлькер, подросток, работающий в типографии, который затем вступает в гитлерюгенд
- Генрих Георге — отец Фёлькера, безработный коммунист, в конце фильма принимающий национал-социалистическое мировоззрение
- Берта Древс — мать Фёлькера
- Ротраут Рихтер — Герда, молодая коммунистка
- Рейнхольд Бернт — зазывала на ярмарке
- Клаус Клаузен — баннфюрер Касс
- Ханс Деппе — Альтендлер (продавец мебели)

## Анализ
«Юный гитлеровец Квекс» — один из первых нацистских пропагандистских фильмов в немецком кинематографе. Немецкий социолог З. Кракауэр включил его в группу фильмов догитлеровского периода, которые стали отдушиной для авторитарных настроений и в которых прославлялась отдельная личность — мятежник, герой войны, всемогущий вождь. Коммунисты в фильме изображены как развратники, которые устраивают оргии с проститутками, но в то же время и как опасные, коварные и хорошо организованные противники, которых нельзя недооценивать.
Британский историк К. Келли и российский филолог А. Елисеева увидели сходство сюжета повести и фильма о Квексе с сюжетом о Павлике Морозове. Оба сюжета, с точки зрения исследовательниц, отражают культ детского мученичества, свойственный как нацистской, так и коммунистической пропаганде. Елисеева отметила, что в биографии Квекса можно обнаружить черты жития христианского мученика, а кадры фильма, показывающие гибель главного героя, напоминают иконографию Пьеты.